# Tanna (film)
Pour les articles homonymes, voir Tanna.
Pour plus de détails, voir Fiche technique et Distribution.
Tanna est un film australien réalisé par Bentley Dean et Martin Butler, sorti en 2015. Le film, adapté d'une histoire vraie, est interprété par des membres de la tribu Yakel, un peuple vivant sur l'île Tanna.

## Synopsis
Dans l'une des dernières tribus traditionnelles du monde, sur l'île de Tanna, dans l'archipel du Vanuatu, les villageois tentent de préserver leur mode de vie et leur culture face au monde moderne.
Wawa, petite-fille du chamane, et Dain, petit-fils du chef, sont secrètement amoureux, alors que le rite initiatique de la jeune fille approche et que se profile un futur mariage arrangé avec un homme d'une autre tribu, pour perpétuer les traditions. Lorsque le chamane est pris pour cible par des hommes d'une tribu rivale sur le volcan sacré Yasur, une guerre inter-tribale est proche. Toutefois, une médiation est initiée et un accord de paix est conclu, prévoyant notamment que Wawa soit, à son insu, promis à un homme du clan ennemi. Refusant cette décision, la jeune femme tente d'abord de s'y opposer en perdant sa virginité avec Dain. Ce dernier est banni et se retire sur les flancs du volcan. Durant la nuit, Wawa s'enfuit pour le rejoindre. Les amoureux décident de vivre librement mais ils sont vite poursuivis par des guerriers ennemis bien décidés à tuer Dain et à récupérer Wawa, alors que plusieurs membres de leur propre tribu, dont le père et la petite sœur de Wawa, tentent également de les retrouver pour à la fois les sauver et les raisonner. Refusant jusqu'au bout ce qui leur est imposé, ils comprennent qu'il n'y a malheureusement pas d'issue possible. Ils se suicident en mangeant des champignons vénéneux.

## Fiche technique
- Titre original : Tanna
- Réalisation : Bentley Dean et Martin Butler
- Scénario : Bentley Dean, Martin Butler et John Collee
- Montage : Tania Michel Nehme (en)
- Photographie : Bentley Dean
- Musique : Antony Partos (en)[2]
  - Chants interprétés par Lisa Gerrard
- Production : Bentley Dean, Martin Butler et Carolyn Johnson
- Société de production : Contact Films
- Sociétés de distribution : Umbrella Entertainment  (Australie) ; Urban Distribution (France)
- Pays d'origine :  Australie
- Langue originale : nauvhal
- Format : couleurs - Dolby Digital 5.1
- Durée : 100 minutes (1 h 40)
- Dates de sortie :
  - Italie : 7 septembre 2015 (Festival de Venise)
  - Australie : 18 octobre 2015 (Festival d'Adelaïde) ; 5 novembre 2015 (sortie nationale)
  - France : 10 juin 2016 (Festival de Cabourg) ; 16 novembre 2016 (sortie nationale)

## Distribution
- Marie Wawa : Wawa
- Mungau Dain : Dain
- Marceline Rofit : Selin
- Charlie Kahla : le chef du village
- Albi Nangia : le shaman du village

## Distinctions
- Mostra de Venise 2015 : Audience Award Pietro Barzisa[3]
- Oscars 2017 : nomination pour l'Oscar du meilleur film en langue étrangère[4],[5].